# Kniphofia citrina
Kniphofia citrina är en grästrädsväxtart som beskrevs av John Gilbert Baker. Kniphofia citrina ingår i Fackelliljesläktet som ingår i familjen grästrädsväxter. Inga underarter finns listade i Catalogue of Life.